# 58-й танковый корпус (вермахт)
58-й танковый корпус (нем. LVIII. Panzerkorps) — оперативно-тактическое объединение сухопутных войск нацистской Германии периода Второй мировой войны. Создан 28 июля 1943 года как 58-й резервный танковый корпус, 6 июля 1944 года переименован в 58-й танковый корпус.

## Боевой путь
До июля 1944 года — дислоцировался на юге Франции.
С июля 1944 — бои в Нормандии против высадившихся американо-британских войск.
В декабре 1944 — январе 1945 — бои в Арденнах. Затем отступление в Германию, в апреле 1945 года остатки корпуса сдались в американский плен в Рурском котле.

## Состав корпуса
В декабре 1943:
- 155-я резервная танковая дивизия
- 177-я резервная танковая дивизия

15 декабря 1944
- Командующий: генерал танковых войск W. Krüger
  - 7-я моторизованная народная миномётная бригада
    - 83-й миномётный полк
    - 84-й миномётный полк (72 150mm, 18 210mm & 18 300mm)

  - 401-й моторизованный народный артиллерийский корпус
    - 401-я (mot) штабная батарея
    - 401-я (mot) наблюдательная батарея
    - 1-й батальон: 1—3-я (motZ) батареи (6 75mm FK 40)
    - 2-й батальон: 4—5-я (motZ) батареи (6 100mm орудий)
    - 3-й батальон: 6—9-я (motZ) батареи (6 105mm leFH)
    - 4-й батальон: 10—11-я (motZ) батареи (6 152mm 433/I(r))
    - 5-й батальон: 13—14-я (motZ) батареи (6 122mm русских гаубиц)

  - 1-й зенитный штурмовой полк
  - 1121-я тяжёлая миномётная батарея
  - 1125-я тяжёлая миномётная батарея
  - 25/975-я крепостная артиллерийская батарея
  - 207-й сапёрный батальон
  - 116-я танковая дивизия: генерал-майор S. von Waldenburg (13,464/7,259/5,455)
    - 1/,2/16-й танковый полк (25 Mk IV, 43 MK V) 
      - Mk V Panthers — 60/45/43/137
      - Mk IV — 30/26/26/0

    - 1/,2/60-й моторизованный полк
    - 1/,2/156-й моторизованный полк
    - 1/,2/,3/146-й артиллерийский полк
      - 105mm lFH 18/40- 19/20/0/0 (on 14 Dec — 19)
      - 150mm sFH 18- 8/8/0/0 (on 14 Dec — 4)
      - 100mm K18 — 4/4/0/0 (on 14 Dec — 4)
      - Wespe — 3/3/0/4 (on 14 Dec — 2)
      - Hummel — 9/6/0/2 (on 14 Dec — 9)

    - 116-й танковый разведывательный батальон
    - 228-й противотанковый дивизион (13 Pzjg IV)
      - StuG — 45/225/13/14
      - Heavy PAK — 13/19/17/0

    - 675-й инженерный батальон
    - 228-й батальон связи
      - 281-й армейский зенитный дивизион

  - 560-я народная пехотная дивизия: полковник R. Langhauser
    - 1/,2/1128-й народный пехотный полк
    - 1/,2/1129-й народный пехотный полк
    - 1/,2/1130-й народный пехотный полк
    - 1/,2/,3/,4/1560-й артиллерийский полк
      - 75mm FK 40 (14 Dec) — 18
      - 105mm lFH 18/40 (14 Dec) — 24
      - 150mm sFH 18 (14 Dec) — 12

    - 1560-й стрелковый батальон
    - 1560-й противотанковый дивизион (14 Hetzer Pzjg 38t)
    - 1560-й инженерный батальон
    - 1560-й батальон связи[1]

В марте 1945:
- 3-я моторизованная дивизия
- 12-я пехотная дивизия народного ополчения
- 353-я пехотная дивизия

## Командующие корпусом
- С 28 июля 1943 — генерал танковых войск Лео фрайхерр Гейр фон Швеппенбург
- С 1 декабря 1943 — генерал танковых войск Ханс-Карл фрайхерр фон Эзебек
- С 10 февраля 1944 — генерал танковых войск Вальтер Крюгер
- С 25 марта 1945 — генерал-лейтенант Вальтер Ботш